# لا پوئبلا د بالدابیا
لا پوئبلا د بالدابیا (به اسپانیایی: La Puebla de Valdavia) یک شهرستان در اسپانیا است که در استان پالنسیا واقع شده‌است.

## خصوصیات
لا پوئبلا د بالدابیا ۲۹ کیلومترمربع مساحت و ۱۴۸ نفر جمعیت دارد.